# ちん・とん・しゃん
『ちん・とん・しゃん』は、1971年7月15日から同年9月30日までNET（現：テレビ朝日）系列の『ナショナルゴールデン劇場』で放送されたテレビドラマ。全12回。
放送時間は毎週木曜22:00 - 22:56（JST）だが、この枠で『ナショナルゴールデン劇場』が放送されたのは、本作が最後。次作『人生劇場』（石坂浩二主演版）からは1時間繰上り、木曜21:00開始となる。

## 内容
東山剛造と数馬の兄弟は、彼らの父で財界の大物だった大一郎の葬儀の日に、東京・赤坂の料亭「葉むら」の若いママ・石川真琴と出会った。実は真琴も大一郎の娘で、剛造と数馬にとって異母兄弟の関係だった。そうとも知らず、剛造も数馬も真琴に熱を上げるようになる。ところが、大一郎の初七日の日に遺書を開けたらそこには剛造、数馬、真琴と気象台勤務の山男・天城操の4人で遺産を等分するように明記されていた。その天城も真琴との恋に絡むようになっていく。

## 出演
- 石川真琴：若尾文子
- 中西貞（真琴の養母）：市川翠扇
- 東山剛造：高橋悦史
- 東山数馬：田辺靖雄
- 天城操：細川俊之
- 玉奴：望月真理子
- 森川千恵子
- 吉本社長：竜崎一郎
- 立花専務：市村俊幸
- 新吉：木村功
- 佳苗（新吉の娘）：古性由美
- 輝子：中山麻理
- 祐一：岡田裕介
- 千代（祐一の母）：初井言榮
- 今井：新克利
ほか

## スタッフ
- 原作：向田邦子
- 脚本：向田邦子、松木ひろし
- 演出：山内和郎
- 音楽：冨田勲
- 制作：NET